# Victor Butler
Victor Allen Butler (geboren am 29. Juli 1987 in Los Angeles, Kalifornien) ist ein ehemaliger US-amerikanischer American-Football-Spieler auf der Position des Linebackers. Er spielte College Football für die Oregon State University, bevor er im NFL Draft 2009 in der vierten Runde von den Dallas Cowboys ausgewählt wurde. Zudem gewann er 2017 den Grey Cup mit den Toronto Argonauts.

## Spielerlaufbahn

### College
Victor Butler studierte an der Oregon State University und spielte dort College Football auf der Position des Defensive Ends. In den Jahren 2006 und 2007 konnte er mit seinem Team jeweils in Bowl Spiele einziehen und beide Spiele gewinnen.

### NFL
Butler wurde im Jahr 2009 von den Dallas Cowboys in der vierten Runde an 110. Stelle des NFL Drafts ausgewählt. Er wird von den Cowboys als Linebacker eingesetzt. In der Saison 2009 gelangen ihm drei Sacks. In seinem Rookiejahr zog er mit seinem Team in die Play-offs ein. Nach der Saison 2012 wurde sein Vertrag nicht verlängert und er wechselte zu den New Orleans Saints. Dort unterschrieb er einen Zweijahresvertrag. Am 25. August 2014 wurde er von den Saints entlassen, ohne zum Einsatz gekommen zu sein. Danach wechselte er zu den Arizona Cardinals und stand dort zwar im Kader, kam aber zu keinem Einsatz, bevor er wieder entlassen wurde und zu den Indianapolis Colts wechselte, wo er nach kurzer Zeit wieder entlassen wurde. Danach unterschrieb er vor der Saison 2015 einen Vertrag mit den New York Giants, wurde aber im Rahmen der Kaderverkleinerung vor der Saison entlassen.

### CFL
Am 1. Februar 2017 unterschrieb Butler mit den Toronto Argonauts aus der CFL. Mit den Argonauts konnte er den Grey Cup gegen die Calgary Stampeders gewinnen und wurde in der Saison  als CFL East All-Star ausgezeichnet, obwohl er sechs Spiele verpasste. Nach der Saison kam es zu Streitereien zwischen ihm und dem Team, da Butler wieder in der NFL spielen wollten, was ihm das Team verwehrte. Daraufhin reichte er seine Rücktrittspapiere ein.